# Vincent Clerc
Vincent Clerc (Échirolles, 7 de maig de 1981) és un ex-jugador francès de rugbi que s'exercia com wing. És el màxim anotador de tries de la Copa de Campions amb 37.

## Selecció nacional
Va ser convocat per Les Bleus (selecció francesa) per primera vegada el novembre de 2002 per afrontar als Springboks (selecció sud-africana) i va jugar el seu últim partit en Torneig de les Sis Nacions de 2013 contra la Selecció escocesa.

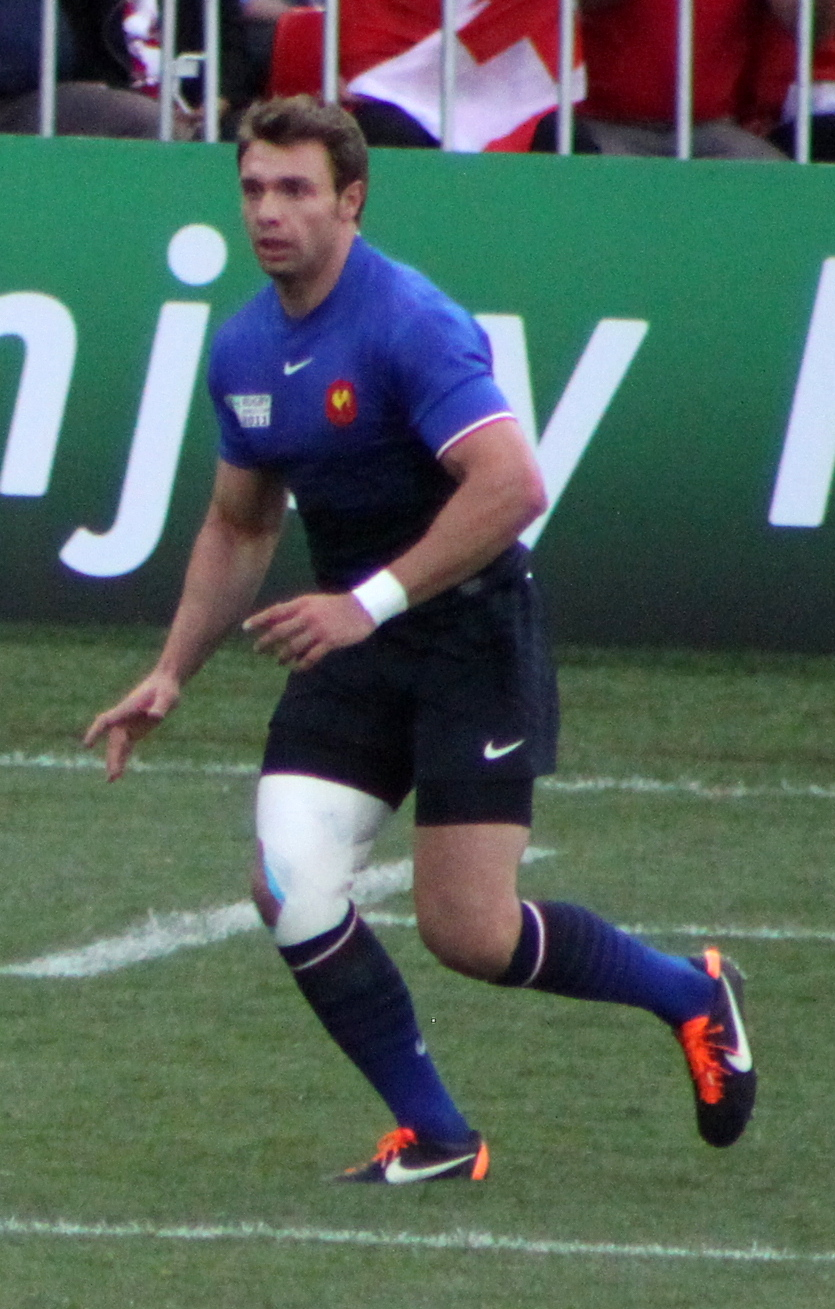
Vincent amb la selecció francesa, 2011

En total va jugar 67 partits i va marcar 170 punts, producte de 34 tries. És el segon màxim anotador de tries en la història de la selecció francesa, només per darrere de la llegenda Serge Blanco.

### Participacions en Copes del Món
A França 2007 Les Blues eren els favorits però van caure derrotats amb l'Argentina per 12-17 i van acabar segons en el grup. En un partit memorable, van guanyar als All Blacks 20-18 (aquest va ser el pitjor mundial de Nova Zelanda). En les semifinals van enfrontar-se als vigents campions del món: els Anglesos, sent vençuts 9-14 i novament van perdre davant els Pumas 10-34 pel tercer lloc.
A Nova Zelanda 2011 els francesos van avançar a la fase final de miracle, ja que van perdre dos partits en el seu grup, van derrotar els Dracs vermells en les semifinals i van ser vençuts en la final pels amfitrions (All Blacks). Clerc va marcar 6 tries i va ser el màxim anotador del torneig, junt amb Chris Ashton.
| Mundial                       | Seu          | Resultat   | PJ | Tries |
| ----------------------------- | ------------ | ---------- | -- | ----- |
| Copa del Món de Rugbi de 2007 | França       | Quart lloc | 6  | 5     |
| Copa del Món de Rugbi de 2011 | Nova Zelanda | subcampió  | 7  | 6     |

## Palmarès
- Campió del Torneig de les Sis Nacions de 2004, 2007 i 2010.
- Campió de la Copes de Campions de 2002-03, 2004-05 i 2009-10.
- Campió del Top 14 de 2007-08, 2010-11 i 2011-12.